# آلتران
آلتران (انگلیسی: Altran) شرکت مهندسی فرانسوی است، که در زمینه ارائه خدمات تحقیق و توسعه، مشاوره فناوری اطلاعات و مشاور مدیریت فعالیت می‌نماید.
شرکت آلتران در سال ۱۹۸۲ توسط دو نفر از مشاوران شرکت کی‌پی‌ام‌جی بنام‌های الکسیس نیازف و هوبرت مارتیگنی تأسیس شد. دفتر مرکزی این شرکت در شهر پاریس قرار دارد و بخشی از سهام آن در بازار بورس یورونکست معامله می‌شود.